# Mavilly-Mandelot
Mavilly-Mandelot település Franciaországban, Côte-d’Or megyében. Lakosainak száma 173 fő (2022. január 1.). Mavilly-Mandelot Bessey-en-Chaume, Nantoux, Bouze-lès-Beaune, Lusigny-sur-Ouche, Meloisey és Montceau-et-Écharnant községekkel határos.

## Népesség
A település népességének változása:
| Lakosok száma | 154  | 146  | 152  | 151  | 172  | 176  | 178  | 179  | 177  | 173  |
|               | 1968 | 1982 | 1990 | 2006 | 2013 | 2015 | 2017 | 2019 | 2020 | 2022 |